# فاصله اقلیدسی

استفاده از قضیه فیثاغورس برای محاسبه فاصله اقلیدسی دو بعدی

در ریاضیات، فاصله اقلیدسی فاصلهٔ معمولی دو نقطه است که توسط قضیه فیثاغورس بدست می‌آید.
در ریاضیات، فاصله اقلیدسی بین دو نقطه در فضای اقلیدسی طول یک قطعه خطی بین دو نقطه است. می‌توان از مختصات دکارتی نقاط با استفاده از قضیه فیثاغورس محاسبه کرد، بنابراین گاهی فاصله فیثاغورس نامیده می‌شود. این اسامی از ریاضیدانان یونان باستان اقلیدس و فیثاغورس آمده‌است، اگرچه اقلیدس فاصله‌ها را به صورت اعداد نشان نمی‌دهد و ارتباط قضیه فیثاغورث با محاسبه فاصله تا قرن ۱۸ برقرار نشده بود.
فاصله بین دو جسم که نقطه نیستند معمولاً به عنوان کوچک‌ترین فاصله بین جفت نقطه از دو جسم تعریف می‌شود. فرمولها برای محاسبه فاصله بین انواع مختلف اجسام مانند فاصله از نقطه تا خط شناخته شده‌اند. در ریاضیات پیشرفته، مفهوم فاصله به فضاهای متریک انتزاعی تعمیم یافته‌است و سایر فواصل غیر از اقلیدسی مورد مطالعه قرار گرفته‌است. در برخی از کاربردهای آمار و بهینه‌سازی، از مربع فاصله اقلیدسی به جای خود فاصله استفاده می‌شود.

## تعریف
فاصلهٔ دو نقطهٔ p و q اندازهٔ پاره‌خطی‌ست که آنها را به هم متصل می‌کند ({\displaystyle {\overline {\mathbf {p} \mathbf {q} }}}).
در مختصات دکارتی اگر (p = (p۱, p۲,... , pn و (q = (q۱, q۲,... , qn دو نقطه در فضای اقلیدسی n بعدی باشند، آنگاه فاصلهٔ بین آنها به صورت زیر تعریف می‌شود:
{\displaystyle \mathrm {d} (\mathbf {p} ,\mathbf {q} )={\sqrt {(p_{1}-q_{1})^{2}+(p_{2}-q_{2})^{2}+\cdots +(p_{n}-q_{n})^{2}}}={\sqrt {\sum _{i=1}^{n}(p_{i}-q_{i})^{2}}}}

## تعریف برای اشیاء غیر از نقاط
برای جفت اجسامی که هر دو نقطه نیستند، فاصله را به سادگی می‌توان به عنوان کوچک‌ترین فاصله بین هر دو نقطه از دو شی تعریف کرد، اگرچه عمومیت‌های پیچیده تری از نقاط به مجموعه‌هایی مانند فاصله هاسدورف نیز معمولاً استفاده می‌شود. فرمول‌های محاسبه فاصله بین انواع مختلف اشیاء عبارتند از:
- فاصله از نقطه تا خط در صفحه اقلیدسی[۲]
- فاصله یک نقطه تا یک صفحه در فضای اقلیدسی سه بعدی[۲]
- فاصله بین دو خط در فضای اقلیدسی سه بعدی[۳]

## تاریخچه
فاصله اقلیدسی فاصله در فضای اقلیدسی است. هر دو مفهوم به نام اقلیدس ریاضیدان یونان باستان نامگذاری شده‌اند، عناصری که برای قرن‌ها به کتاب درسی استاندارد در هندسه تبدیل شد. مفاهیم طول و فاصله در فرهنگ‌ها بسیار گسترده‌است، می‌توان آنها را به اولین اسناد بوروکراتیک «اولیه» از سومر در هزاره چهارم قبل از میلاد (قبل از اقلیدس)، بازمی‌گرداند، و فرض بر این است که در کودکان زودتر از موارد مشابه ایجاد می‌شود. مفاهیم سرعت و زمان. اما مفهوم فاصله، به عنوان عددی که از دو نقطه تعریف می‌شود، در واقع در عناصر اقلیدس ظاهر نمی‌شود. در عوض، اقلیدس به‌طور ضمنی از طریق همخوانی بخشهای خط، از طریق مقایسه طول بخشهای خط و از طریق مفهوم تناسب به این مفهوم نزدیک می‌شود.
قضیه فیثاغورث نیز قدیمی است، اما تنها پس از اختراع مختصات دکارتی توسط رنه دکارت در ۱۶۳۷ نقش محوری خود را در اندازه‌گیری فاصله‌ها ایفا کرد. خود فرمول فاصله اولین بار در ۱۷۳۱ توسط الکسیس کلیرات منتشر شد. به دلیل این فرمول، فاصله اقلیدسی را گاهی فاصله فیثاغورس نیز می‌نامند. اگرچه اندازه‌گیری دقیق فواصل طولانی در سطح زمین، که اقلیدسی نیستند، از زمان‌های قدیم دوباره در بسیاری از فرهنگها مورد مطالعه قرار گرفته‌است (تاریخ ژئودزی را ببینید)، این ایده که فاصله اقلیدسی ممکن است تنها راه اندازه‌گیری فاصله بین نقاط در جهان نباشد. فضاهای ریاضی حتی بعداً با فرمول بندی هندسه غیر اقلیدسی در قرن نوزدهم به وجود آمد. تعریف هنجار اقلیدسی و فاصله اقلیدسی برای هندسه‌های بیش از سه بعد نیز برای اولین بار در قرن ۱۹، در کار آگوستین-لویی کوشی ظاهر شد.